# Tenda WiFi

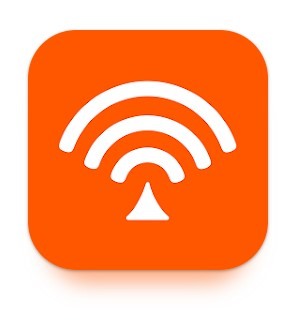
Tenda WiFi aplicație de la Tenda.

Tenda WiFi este o aplicație de smartphone pentru sistemele Android  și iOS  pentru configurarea, monitorizarea și gestionarea ruterelor Wi-Fi marca Tenda deținută de compania producătoare de echipamente de rețelistică și sisteme de securitate Shenzhen Jixiang Tenda Technology Co., Ltd.

Echipamentele pot fi gestionate și din afara rețelei interne și partajarea accesului la echipamente cu alți utilizatori dacă se face autentificarea la aplicație cu un cont Tenda. Aplicația este gratuită. 

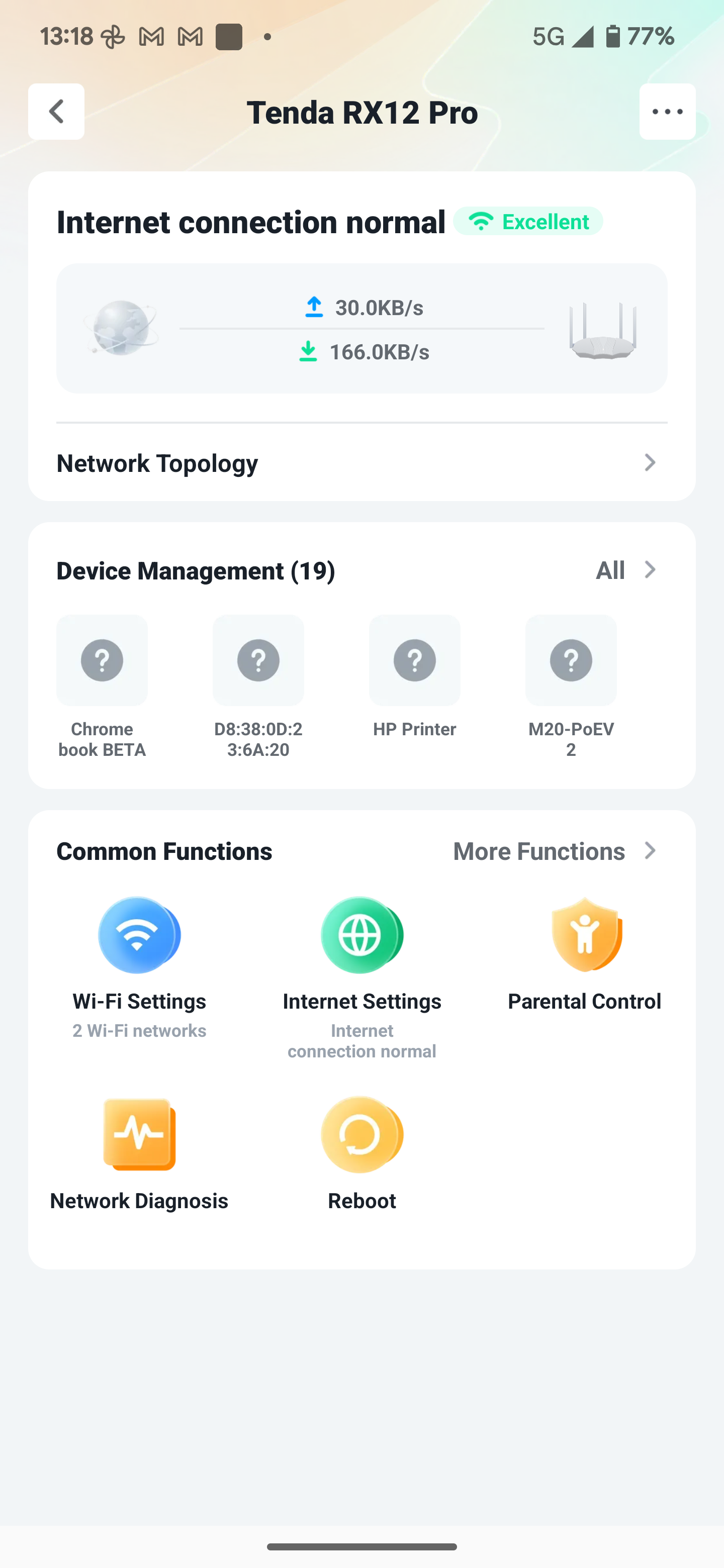
Ruterul Wi-Fi Tenda RX12 Pro gestionat din aplicația Tenda WiFi.

Interfața de gestionare, configurare și monitorizare pentru ruterele Wi-Fi marca Tenda poate fi accesată și prin pagina web http://TendaWiFi.com%5Bnefuncțională+–+%5D accesibilă din rețeaua locală. 